# Viza
Viza est un groupe américain de rock alternatif, originaire de Los Angeles, en Californie. Il est formé en 2005 et composé de musiciens d'origines diverses. Le groupe était un projet depuis 2000, mais il ne s'est réellement concrétisé qu'en 2005, lors de la formation complète du groupe. Le groupe compte deux EP et cinq albums (Visa, Maktub, De Facto, Eros, Made in Chernobyl, Carnivalia et Aria).
Le style musical de Viza se caractérise par un mélange de hard rock, funk metal, et folk rock avec des influences grecques, arméniennes, arabes, russes et de l’Europe orientale. Le groupe est composé de six membres : le chanteur Knoup Tomopoulos, Orbel Babayan et Shant Bismejian aux guitares électriques, le bassiste Alex Khatcherian, Chris Daniel à la batterie et le joueur de oud Andrew Kzirian.

## Historique

### Période Visa (2000-2008)
Visa, comme s’écrivait le nom à l’origine, est formé en 2000 à New York par Knoup Tomopoulos et Johnny Nice. Le groupe est tout d'abord un projet secondaire au groupe de Metal industriel Neurobox, composé de Hiram Rosario, Suguru Onaka et Alex Khatcherian. En 2002, Johnny Nice quitte Visa et le groupe déménage vers Los Angeles. Le groupe s’agrandit de cinq nouveaux membres : Shant Bismejian, Orbel Babayan, Jivan Gasparyan Jr., Chris Daniel et Andrew Kzirian.
Toujours sous le nom Visa, le groupe sort deux EP et trois albums. Le premier EP Visa voit le jour en 2001, suivi en 2006 du premier album, Maktub. Sur cet album se trouve entre autres la chanson Breakout the Violins, pour laquelle Visa enregistre un clip vidéo avec le régisseur Tadeh Daschi. Ce clip sera récompensé avec plusieurs awards, entre autres le Rising Star Award au Canada International Film Festival, le Gold Kahuna Award au Honolulu Film Festival, le prix d'excellence à l'Accolade Competition, le meilleur court-métrage à l'Arpa International Film Festival, le prix du festival au Foursite Film Festival, et le prix du jury au Las Vegas International Film Festival. Lors de l’automne 2007, un deuxième EP est sorti, titré De Facto. Le prochain album Eros apparaît en 2008. Ces deux maxis et deux albums se caractérisent surtout par les influences arméniennes, grecques et arabes.

### Made in Chernobyl(2008-2010)
Après la sortie de Eros, le groupe change son nom en Viza. Ils s'attèlent ensuite à l'enregistrement d'un nouvel album studio. Ce nouvel album, sorti en 2010, s'intitule Made In Chernobyl. Sur cet album, la musique rock est plutôt combiné avec des influences russes et de l’Europe orientale, ce qui distingue cet album des disques antérieurs de Visa. Sur cet album figure le single Trans-Siberian Standoff, de nouveau accompagné par un vidéo-clip en collaboration avec Tadeh Daschi, qui avait déjà réalise avec succès le clip pour Breakout the Violins. Également sur cet album se trouve la chanson Viktor, sur laquelle participe Serj Tankian, chanteur et compositeur du groupe System of a Down. Cette apparition de Tankian sur l’album n’est pas par hasard : le groupe se trouve sous le management de Serjical Strike Records, la compagnie de Tankian.
Pendant l’été de 2010, Viza fait ses débuts en Europe, ouvrant pour Serj Tankian lors de sa tournée européenne Imperfect Harmonies. Grâce à cette tournée, Viza peut jouer dans des villes comme Yerevan, Athènes, Hambourg, Cologne, Paris, Zurich et Bologne et reçoit des réactions positives du public.

### Carnivalia(depuis 2011)
En mars 2011 le groupe commence l’enregistrement d’un nouvel album, qui sera intitulé Carnivalia, et publié le 10 décembre 2011. Bake Me In Clouds était attendu comme étant le premier single de l'album, mais il n'y apparaîtra finalement pas, bien que son visuel reprenne celui de Carnivalia. Music in Belgium compare l'album à « un mélange entre Gogol Bordello et System of a Down. »
Le groupe tourne le clip vidéo du prochain single de l'album Carnivalia, A Magic Ladder. Celui-ci, réalisé par Jasmine - diplômée de la USC School of Cinematic Arts - mettra en images l’histoire d’un meurtre autour d’une femme fatale. Il est prévu qu'il voit le jour mi-février 2013. Lors de l’été de 2011, Viza commence une nouvelle tournée, avec des concerts aux États-Unis et en Europe. Il y retournera en hiver 2012 pour assurer la promotion de Carnivalia. Viza sera de nouveau présent sur la tournée 2012 de Serj Tankian, Harakiri. Exception faite de Las Vegas.
Le groupe revient en Europe pour une tournée de 14 dates en France, Allemagne, Royaume-Uni, Hongrie, Suisse, Slovénie et en République tchèque. Le 7 mai 2013, de retour d'une tournée en Europe pendant laquelle Hiram, blessé à l'épaule, avait été remplacé par Chris à la batterie, ce dernier décide de quitter le groupe pour s'adonner à son instrument de prédilection pleinement avec son projet parallèle, Red Snow, et à l'écriture de chansons. Viza cesse par la suite ses activités en 2014. 

## Investissements caritatifs
Le groupe est réputé pour son implication dans les causes défendant les démunis, organisant régulièrement des évènements musicaux ayant pour but de faire des dons à des associations caritatives. 
Depuis 2009, Viza organise et participe à Silence the Lies, Rock the Truth!, concert caritatif destiné à faire prendre conscience du génocide arménien. Réunissant chaque année de plus en plus d'artistes socialement et politiquement engagés dans cette cause. Tous les bénéfices sont reversés à deux associations de jeunes arméniens démunis (Orran et AYF Youth Corps' Gyumri Camp Project). Le 15 décembre 2011, Knoup, Andrew et Orbel ont donné un concert acoustique devant un parterre d'enfants malades, sous traitement dans une Ronald McDonald House Charities, l'équivalent américain de la Fondation Ronald McDonald.

## Projets parallèles
En parallèle, Knoup Tomopoulos (chant), Hiram Rosario (batterie) et Alex Katcherian (basse) ont participé au groupe Neurobox. Hiram Rosario a participé à l'enregistrement de l'album I'm All In de 23 Link Chain, groupe de fusion de Los Angeles. Andrew Kzirian a enregistré en 2011 le CD du trio String Harmonies, intitulé Trinity, un mélange de musique moderne et traditionnelle composée de violon, basse et oud. Orbel Babayan et Chris Daniel enregistrent en 2013 le premier single du rappeur Darryl McDaniels du groupe Run-DMC, RockSolid (produit par Jared Lee Gosselin). Ils apparaissent dans le clip.

## Sponsors
Le groupe est sponsorisé par Dunlop. En 2011, Alexan se fait sponsoriser par la marque Warwick. En 2012, c'est Hiram qui rejoint les artistes sponsorisés par la marque PDP.

## Membres

### Membres actuels
- K'noup Tomopoulos – chant, guitare
- Shant Bismejian – guitare
- Andrew (Antranig) Kzirian – oud
- Alex Katcherian – basse
- Chris Daniel - batterie
- Jivan Gasparyan Jr. – duduk

### Anciens membres
- Johnny Nice – guitare, clavier
- Carlos Alvarado – guitare
- Danny Shamoun – percussions
- Suguru Onaka – clavier
- Hiram Rosario – batterie
- Orbel Babayan – guitare

## Discographie

### Albums studio
- 2006 : Maktub
- 2008 : Eros
- 2010 : Made in Chernobyl
- 2011 : Carnivalia
- 2014 : Aria

### EP
- 2001 : Visa
- 2007 : De Facto
- 2018 : The Unorthodox Revival I
- 2018 : The Unorthodox Revival II

### Singles
- 2011 : Bake Me In Clouds
- 2012 : Alabama Song (Whisky Bar) (Bertolt Brecht, Kurt Weill)
- 2013 : In Coins
- 2014 : Midnight Hour
- 2014 : Fuego
- 2014 : When Doves Cry (Prince)
- 2014 : Naive Melody (Talking Heads)